# DART
DART (на английски: Double Asteroid Redirection Test – тест за пренасочване на двоен астероид) е първият в историята проект за изменение на траекторията на астероиди и тяхното пренасочване, предполагащ запуск на безпилотен управляем космически апарат към двойния околоземен астероид Дидим (англ. Didymos) и сблъскване с неговия спътник Диморфос. Разработката е дело на Лабораторията по приложна физика (APL) в университета Джонс Хопкинс и на няколко центрове на НАСА. Програмата се изпълнява, за да се оцени проектът за защита на Земята от планетарни удари.
На 11 октомври 2022 г. НАСА обяви, че мисията DART е успешна, след като е установено, че в резултат от сблъсъка орбиталният период на Диморфос е съкратен с около 32 минути, надминавайки набелязаната цел от 73 секунди (т.е. над 25 пъти).
Сблъсъкът със спътника на астероида Дидим става на 26 септември 2022 г. в 23:14 по Гринуич.

## Параметри
Тази първа мисия на НАСА в сътрудничество с ЕКА по пренасочване на астероиди е разработена от Лабораторията по приложна физика „Джонс Хопкинс“ и няколко центрове на НАСА: Център за космически полети „Годард“, Космически център „Линдън Джонсън“, изследователски център „Глен“ и изследователски център „Ленгли“. Целта на мисията е да провери технологиите, които биха могли да предотвратят сблъскване на опасни астероиди със Земята.
Изстрелването отначало е планирано за 22 юли 2021 г., но е отложено за 24 ноември 2021 г..
Апаратът DART е предназначен за проверка на техниката на „кинетичния удар“ – изместването на астероида от орбитата му, затова ръководителят на AIM (проект за европейски космически апарат) Иан Карнели го нарича „кинетичен ударен елемент“. Учените създават различни двумерни и тримерни модели на възможните сценарии.
DART е планирано ще се вреже (блъсне) в Диморфос, втория астероид от системата Дидим със скорост от около 6,6 km/s с помощта на сложно програмно осигуряване за автономна навигация. Космическият кораб DART представлява ударен елемент с маса 610 kg, на който няма никакъв научен полезен товар, освен датчик за Слънцето, звезден трекер и камера с апертура 20 cm под названието Didymos Reconnaissance and Asteroid (DRACO). Сблъсъкът ще доведе до разрушаване на летателния апарат и ще измени орбиталния период на космическото тяло. Няколкото минути, през които ще стане разрушаването на апарата, ще са достатъчни, за да може в хода на процеса да се проведат наблюдения и измервания на различни параметри с помощта на лек италиански спътник (CubeSat) LICIACube, който ще бъде пуснат от самия апарат DART 10 дни преди удара за получаване на изображения на удара и на изхвърлените отломки от астероида, които ще дрейфуват около него, както и с телескопи и радари на Земята. Спътникът LICIACube представлява кутия с размери приблизително 1,2 x 1,3 x 1,3 m, която включва други конструкции. В резултат на разгръщането размерите на спътника ще станат примерно 1,8 x 1,9 x 2,6 m. Космическият кораб е съоръжен с две слънчеви батерии; дължината на всяка от тях в разгънато състояние е 8,5 метра.
Двойният астероид Дидим прилича по строеж на двойния астероид 1999 KW4, който се намира в Слънчевата система и е прелетял край Земята на 25 май 2019 г. на минимално разстояние от 5,2 милиона километра. Диаметърът му е около 1,3 km, скоростта превишава 70 хил. km/h. За сравнение – разстоянието от нашата планета до Луната е 384 хил. km.

## Описание на мисията
Сблъсъкът на спътника DART с астероида Дидим ще даде възможност да се оцени доколко е работоспособна теорията на планетарната защитна стратегия. Разработване на такава стратегия се налага от реални обстоятелства. Например, стълкновение на Земята с астероид с диаметър около 300 m по мощност многократно би надминало цялото ядрено оръжие на човечеството. Челябинският метеорит с диаметър между 12 и 17 m се е взривил през 2013 г. на височина 23 km. Ивицата на въздействие на ударната вълна върху повърхността на Земята тогава достига около 130 km на дължина и 50 km на широчина.
Планирано е сондата да удари второто космическо тяло от двойния астероид със скорост 6 km/s. Моделирането показва, че ударът ще измени траекторията на този втори астероид от системата Дидим, намалявайки неговата орбитална скорост приблизително с 0,4 mm/s. Този малък тласък е способен да отклони траекторията на полета на опасно за Земята тяло и с времето това отклонение може да се насложи и сумира, което ще доведе до голямо изменение на орбитата на астероида. Ударът може да предизвика и поток от метеори с изкуствен произход.
Космическият кораб DART е изстрелян на 24 ноември 2021 г. в 06:21:02 UTC на борда на ракетата SpaceX Falcon 9 от базата на ВВС Ванденберг. След отделяне от ракетата-носител и над година полет, той излиза на орбита, когато системата Дидим се намира на около 11 млн. километра от Земята. Сблъсъкът с астероида Дидим става на 26 септември 2022 г.
- Инфографика. Ефект от въздействието на DART върху орбитата на Didymos B
- DART концепция-1
- DART концепция-2
- График на мисията DART
- Монтирането на LICIACube към кораба DART